# 小日涅
50°13′6″N 35°43′30″E / 50.21833°N 35.72500°E
馬利日內（烏克蘭語：Малижине）是位於烏克蘭東部的村莊，由哈爾科夫州博霍杜希夫區的佐洛奇夫市鎮負責管轄。該村面積0.74平方公里，海拔高度168米，2001年人口189，人口密度每平方公里256.5人。